# Macromitrium subtortum
Macromitrium subtortum là một loài Rêu trong họ Orthotrichaceae. Loài này được (Hook. & Grev.) Schwägr. mô tả khoa học đầu tiên năm 1827.